# Dayton Bombers
Dayton Bombers byl profesionální americký klub ledního hokeje, který sídlil v Daytonu ve státě Ohio. V letech 1991–2009 působil v profesionální soutěži East Coast Hockey League. Bombers ve své poslední sezóně v ECHL skončily v základní části. Své domácí zápasy odehrával v hale Nutter Center s kapacitou 9 919 diváků. Klubové barvy byly námořnická modř, červená a bílá.

## Přehled ligové účasti
Zdroj: 
- 1991–1993: East Coast Hockey League (Západní divize)
- 1993–1997: East Coast Hockey League (Severní divize)
- 1997–2003: East Coast Hockey League (Severozápadní divize)
- 2003–2009: East Coast Hockey League (Severní divize)